# Eduard Charlemont
Eduard Charlemont   (Viena i Jemnice, 2 d'agost de 1848 - Viena, 8 de febrer de 1906) va ser un pintor austríac.

## Primers anys de vida
Eduard Charlemont va néixer a Viena, capital de l'Imperi Austríac, el 1848. El seu pare, Matthias Adolf Charlemont, també era pintor, especialitzat en pintar retrats en miniatura. El seu germà petit Hugo Charlemont (1850-1939) va ser un pintor impressionista igualment famós. Als quinze anys, Charlemont va exposar les seves obres per primera vegada a l'Acadèmia de Belles Arts de Viena, on va estudiar belles arts. A la mateixa edat, Eduard Charlemont també va ser contractat per una escola de noies per ensenyar dibuix.

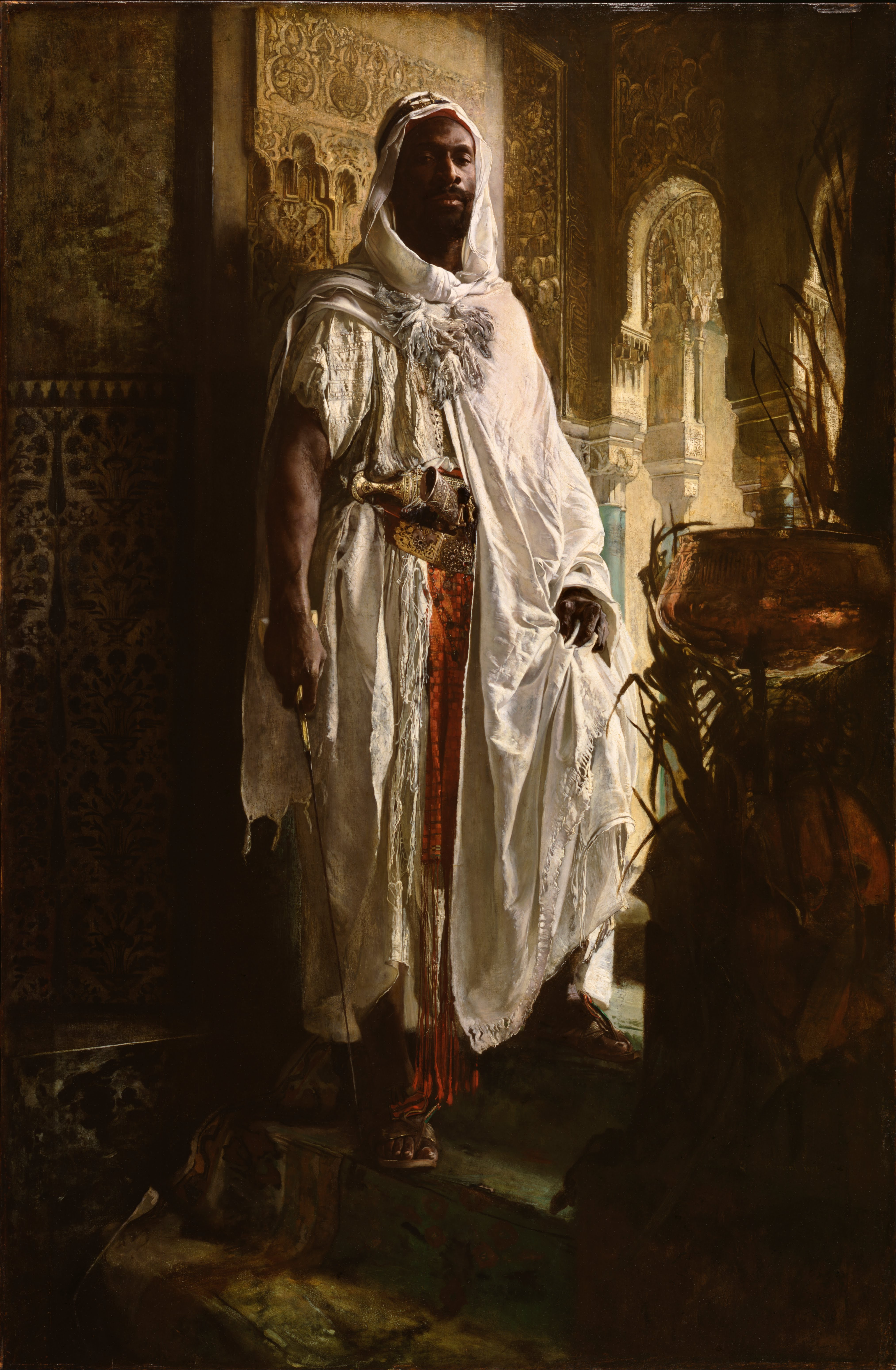
_{Museu d'Art de Filadèlfia}
El cap morisc (originalment titulat The Guardian of the Seraglio), 1878.

## Carrera
Després de graduar-se a l'Acadèmia de Belles Arts de Viena, Charlemont va viatjar a molts països del centre d'Europa i finalment es va establir a París, on va viure durant els següents trenta anys. A París, va guanyar diverses vegades el primer premi del Saló de París, una exposició anual celebrada per l'Acadèmia Francesa de Belles Arts. L'obra més famosa de Charlemont és The Guardian of the Seraglio, àmpliament coneguda com The Moorish Chief, que representa un espadatxí morisc que custodiava un Serrall (part d'una típica vil·la àrab rica, on s'allotjaven les dones quan els desconeguts entraven a la casa). El 1899 va guanyar la medalla d'or a l'Exposició Universal, una Exposició universal celebrada a París. Charlemont també era conegut pels seus murals. Va pintar tres dels murals del Burgtheater (el teatre nacional austríac de Viena i un dels teatres alemanys més importants del món) que sumaven una longitud d'uns 55 metres. Va morir a Viena el 1906.
Avui, les reproduccions del seu quadre El cap morisc són els articles més venuts a la botiga del museu del Museu d'Art de Filadèlfia.

## Pintures

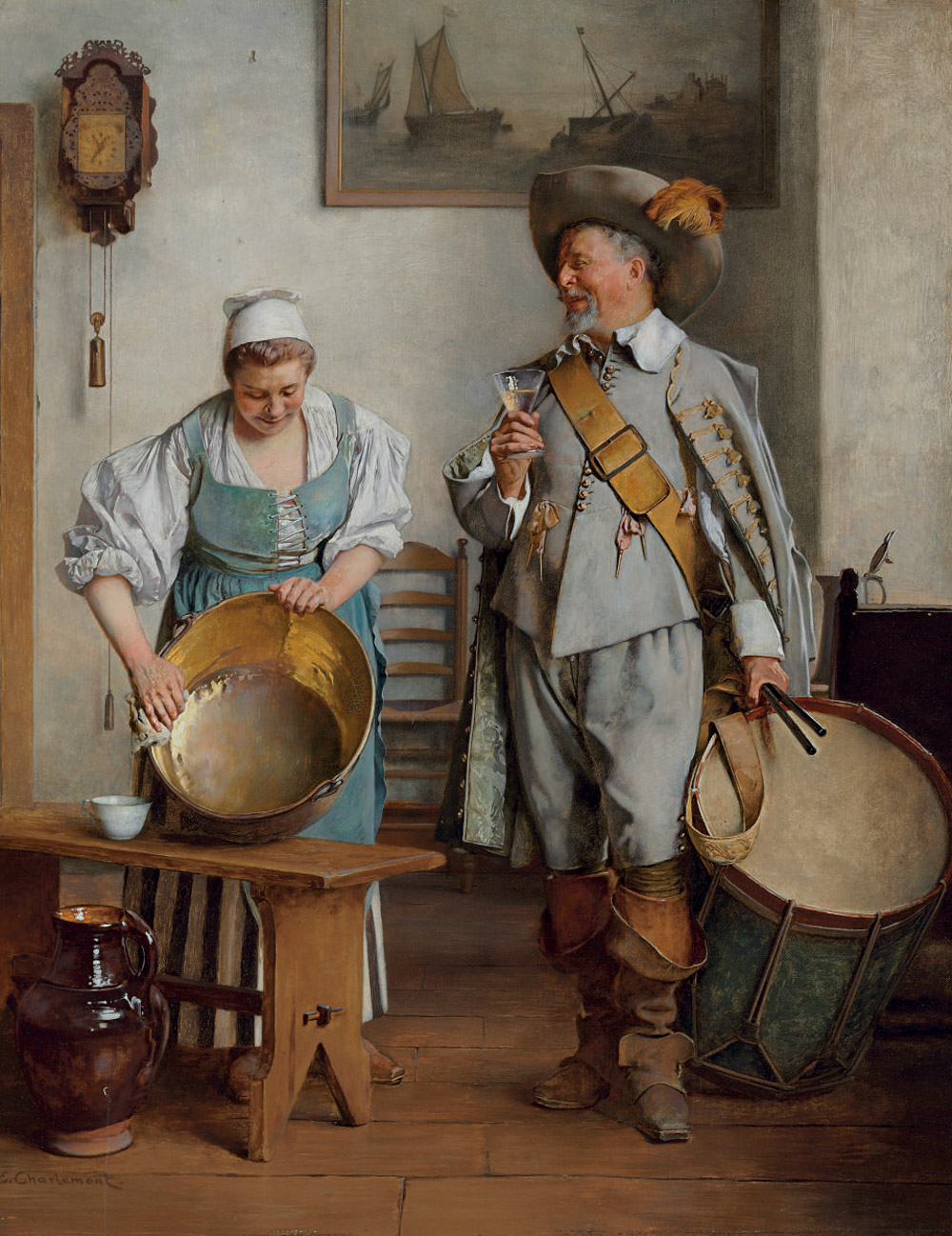
Una beguda per al bateria, 1889.

- The Guardian of the Seraglio, 1878. '.[3]
- Arranjant la seva natura morta, 1884
- Al lavabo
- La lliçó de música
- Hans Makart al seu Atelier
- Artesà tunisià
- Una beguda per al bateria, 1889.
- Artista al seu estudi, 1890
- Un senyor a l'interior
- Pont de fusta
- Scène d'intérieur
- La Parisienne, 1900
- Cupido esmolant la seva fletxa
- El xef morisc